# Rollespil
 Der er for få eller ingen kildehenvisninger i denne artikel, hvilket er et problem. Du kan hjælpe ved at angive troværdige kilder til de påstande, som fremføres i artiklen.

Rollespil går ud på, at man forestiller sig at være en anden person i en eller anden historie, der kan foregå i fantasien. Et rollespil adskiller sig fra et skuespil ved, at det ikke er til skue. Det forstyrrer rollespillet hvis en eller flere personer under et rollespil ikke deltager, og altså bryder den illusion som spillerne har. 
I et rollespil er der altså per definition ingen tilskuere, men kun medvirkende, der har en mere eller mindre aktiv 'rolle'. Derudover adskiller rollespillet sig også fra skuespillet ved, at rollespillet ofte har et meget stort element af improvisation over sig, selv om en vis del sagtens kan være fastlagt.
Den del af rollespillet der er fastlagt, er oftest planlagt af spillederen eller arrangørerne (også kaldet en Game Master), som igennem rollespillet vil fortælle en historie eller fremprovokere nogen følelser hos spilleren, for at give dem en oplevelse.

## Måden der spilles på
Rollespillet foregår således, at man lever sig ind i at være den person, hvis rolle man spiller, og som den figur kan man påvirke handlingens forløb i rollespillet. Dette gøres lettest ved at man påtager sig personens egenskaber eller karaktertræk. 
Fordelen er, at man som rollespiller i fantasien kan opleve forskellige ikke-dagligdags situationer/følelser, hvorefter man kan vende tilbage til virkeligheden, uden at ens eget liv derefter vil være påvirket synderligt af dette. Rollespil kan dog have en positiv effekt i retning af fx selvudvikling eller ligefrem træning. Et eksempel på et populært rollespilsystem er Dungeons & Dragons, men det skal her bemærkes, at rollespil ikke behøver at holdes indenfor nogen speciel genre, som fx fantasy.

### Rollespil som undervisning
Rollespillet behøver endda ikke at spilles udelukkende for sjov. Indenfor visse ansættelsestest og uddannelser bruges rollespil i dag faktisk som en vigtig del. Et eksempel er et element fra optagelsesprøverne til Politiskolen, hvor grupper af ansøgere i dag sætter sig rundt om et bord for i samspil at tage stilling til fiktive situationer udviklet til dette formål. Rollespil bruges også til teambuilding, hvor der fx tages udgangspunkt i teamets roller, og hvordan man forstår hinanden. Rolleforståelse bruges eksempelvis i modeller af de Bono og Belbin. Østerskov Efterskole er en efterskole hvor meget af undervisningen er baseret på rollespil.

### Rollespil som terapi
Ud over til ren og skær underholdning, samt til undervisning, kan rollespil også bruges som en form for terapi i situationer, hvor en såkaldt afprøvning behøves. Det kan være i skolen, hvor en person bliver mobbet af de andre, og man sætter sig til at bytte rollerne om, så de typiske mobbere eksempelvis skal spille et offer, og andre skal spille mobbere. Det samme kan gøres, hvis man er i tvivl om hvordan man skal takle en bestemt situation. Man afprøver simpelthen situationen i et rollespil med en eller flere engagerede deltagere, alt efter hvad situationen kræver. Her er det dog også vigtigt at alle deltagende skal tage rollespillet 100% alvorligt.

## Rollespilsgenren
Rollespil handler ofte mere om at samarbejde omkring at gøre spillet interessant for alle medvirkende end en egentlig konkurrence om at være den bedste, da man i rollespil meget sjældent har egentlige vindere eller tabere. Mange sætter sig dog personlige mål hvad de ønsker at opnå i rollespillet. Når vi snakker Live-rollespil kan dette være en fordel, da arrangementerne ofte er så store at spillederne ikke altid har tid til at planlægge plot til alle spillerne. Dette er en af de ting, der adskiller rollespil fra de fleste andre spil. Rollespil appellerer til folk på grund af spillernes mulighed for at bruge fantasien og spændingen ved at opleve en fiktiv historie. Rollespil bruger her de samme virkemidler som for eksempel film og romaner.

### Koncept
Den allersimpleste og sikkert også bedst kendte form for rollespil er børnelege såsom røvere og soldater, far, mor og børn og indianere og cowboys. Når rollespil også har appel til voksne, skyldes det, at rollespil for det meste er mere sofistikerede end disse børnelege, idet aktørerne i rollespillet bruger lang tid på at skabe den rolle de spiller og giver den person meget specifikke og detaljerede ønsker og mål samt en personlighed. Der er for det meste også et mere eller mindre indviklet plot i rollespil, og ofte vil et godt rollespil strække sig over lange perioder, men det kan være alt fra få timer til mange år.

## Former for rollespil
Der er flere forskellige former for rollespil, og her gennemgås nogle af de mest populære.

### Bordrollespil også kaldet Pen and Paper RPG
Bordrollespillet er en form for rollespil, der har fået sin betegnelse, fordi det historisk har foregået omkring et bord. Traditionelt med en spilleder (eller Game Master) til at holde rede på historiens forløb og et antal spillere til at rollespille historiens hovedpersoner. I nyere tid er imidlertid opstået adskillige formeksperimenter og varianter af bordrollespillet, så denne model ikke længere står alene, og funktionerne som spilleder og spiller glider ind og ud af hinanden.
Der er for nogle år siden opstået et begreb inden for rollespilsmiljøet kaldet semi-live. Her blander man genrene bordrollespil og liverollespil. Og stopper historiens fremgang for i korte perioder at gennemspille en kampscene eller rollespille en samtale mellem to personer.

### Computerrollespil også kaldet RPG/MMORPG
Computerrollespil startede langt tilbage med tekstbaserede rollespil, som hurtigt udviklede sig til grafisk baserede rollespil. I dag spilles rollespil hovedsageligt grafisk både som enkeltspiller og online blandt tusindvis af andre spillere. På grund af onlinespillets kompleksitet og den konstante kontakt til andre brugere kan det optage spilleren i mange timer ad gangen.

### Liverollespil også kaldet Live/LARP(LiveActionRolePlaying)
Liverollespil eller levende rollespil er improviseret totalteater typisk uden andre tilskuere end spillerne selv. Det foregår i et såkaldt scenarie, hvor alle deltagere har konstrueret eller har fået tildelt en rolle. Disse roller knyttes så sammen med mål, konflikter, pligter og ansvar. Men når spillet går i gang, er der ingen, der kommer og fortæller en, hvad man skal gøre. Det er personen selv, der udvikler og lever sig ind i sin rolle og bestemmer, hvordan historien skal udvikle sig.

### Totalteater
Totaltteater adskiller fra andre former fra teater ved, at alle replikker og handlinger ikke er indøvede, men i stedet improviserede, præcis på samme måde som rollespil er.

### Skriftligt Rollespil
Dette er egentlig de tekstbaserede rollespil, der stadig findes rundt omkring på nettet. De findes typisk på forskellige former for forums og findes i mange forskellige kvaliteter og temaer.